# Przepiórnik perłogłowy
Przepiórnik perłogłowy (Turnix worcesteri) – gatunek małego ptaka z rodziny przepiórników (Turnicidae). Występuje na Filipinach. Ma status gatunku niedostatecznie rozpoznanego (DD, Data Deficient).

## Taksonomia
Po raz pierwszy gatunek opisał Richard Crittenden McGregor w 1904. Holotyp został zakupiony na Quinta Market w Manili 30 października 1902. Prawdopodobnie pochodził z miejscowości Parañaque na wyspie Luzon. Autor nadał nowemu gatunkowi nazwę Turnix worcesteri. Jest ona obecnie (2020) podtrzymywana przez Międzynarodowy Komitet Ornitologiczny. Uznaje on przepiórnika perłogłowego za gatunek monotypowy, podobnie jak autorzy HBW.

## Morfologia
Długość ciała wynosi około 13–14 cm. U samca czoło, ciemię i kark są ciemnobrązowe z jasnymi krawędziami piór. Ciemię pokrywają białe plamki, przerywany pasek ciemieniowy. Kantarek i boki głowy czarne z jasnopłowymi plamkami. Boki szyi i pasek policzkowy czarne, pióra po bokach szyi mają białe paski przedkońcowe. Gardło białe, a jego boki pokryte są ciemnobrązowymi, rdzawymi i płowymi pasami. Pierś, boki ciała i pokrywy podogonowe płowordzawe. Brzuch i okolice kloaki białe, częściowo pokryte ciemnobrązowymi paskami. U samic kantarek i boki głowy pokrywają białe plamy, a ich gardło ma barwę jasnordzawą, zlewającą się ze spodem ciała (z wyjątkiem brzucha, który jest biały). Pozostałe części upierzenia są takie same u ptaków obojga płci. Cały wierzch ciała i pokrywy skrzydłowe są niemal całkowicie ciemnobrązowe, z drobnymi płowymi paskami i szerokimi płowymi krawędziami piór układającymi się w większe pasy. Lotki jasne, szarobrązowe, z wąskimi białawymi krawędziami, szczególnie na chorągiewkach wewnętrznych. Barkówki i lotki III rzędu mają płowobiałe pasy. Skrzydła krótkie i zaokrąglone. Sterówki, których jest 12, są czarne z płowymi krawędziami; tworzą stosunkowo krótki ogon. Tęczówki jasnożółte. Dziób niebieskawy, nogi różowawe.

## Zasięg występowania
Przepiórniki perłogłowe występują wyłącznie na Luzonie w północnych Filipinach, gdzie są znane tylko z kilku siedlisk. Do 2000 roku większość stwierdzeń dotyczyła ptaków zakupionych od handlarzy specjalizujących się w łapaniu ptaków; osobniki te zostały schwytane w trakcie migracji wewnątrz wyspy, co uniemożliwiło określenie prawdziwego zasięgu występowania. W 2009 jeden osobnik został złapany w pułapkę i sfotografowany przy Dalton Pass (środkowy Luzon).

## Ekologia i zachowanie
Środowiskiem życia przepiórników perłogłowych są tereny trawiaste na wyżynach, choć ptaki te stwierdzano od około 150 do 1250 m n.p.m. Być może odwiedzają również tereny zalesione. Informacja o tym, jakoby zamieszkiwały wysokie trawy pod sosnami wymaga weryfikacji. Zarówno zasięg, jak i środowisko życia są niedokładnie poznane. Ograniczone informacje wskazują na to, że przepiórniki perłogłowe gniazdują w północnym Luzonie od kwietnia do czerwca, a przynajmniej część ptaków przemieszcza się na południe od lipca do marca. Pewien samiec odłowiony w marcu 1973 miał nieco powiększone jądra, co być może wskazuje na kondycję lęgową. Samica odłowiona w październiku 1986 miała jajniki w rozmiarze świadczącym o braku aktywności lęgowej w tym czasie. Według dołączonej do tego okazu muzealnego notatki w jej żołądku znaleziono owady (nie podano dokładniejszych informacji).

## Status i zagrożenia
IUCN nadaje przepiórnikowi perłogłowemu status gatunku niedostatecznie rozpoznanego (DD, Data Deficient) nieprzerwanie od 2000 roku (stan w 2020). Wcześniej w latach 1996 i 1994 uznany został za gatunek narażony na wyginięcie (VU, Vulnerable). BirdLife International uznaje trend liczebności populacji za nieokreślony, podobnie jak samą liczebność. Potencjalnym zagrożeniem dla przepiórników perłogłowych jest odłów, jednak jego wpływ na populację pozostaje nieznany.